# Humularia anceps
Humularia anceps är en ärtväxtart som beskrevs av Paul Auguste Duvigneaud. Humularia anceps ingår i släktet Humularia och familjen ärtväxter. IUCN kategoriserar arten globalt som nära hotad. Inga underarter finns listade i Catalogue of Life.